# Luca Bizzarri
Luca Bizzarri (n. 13 iulie 1971, Genova, Italia) este un actor italian.